# Fouad Mebazaa
Fouad Mebazaa, född 15 juni 1933 i Tunis, död 23 april 2025 i Tunis, var en tunisisk politiker som var landets president 2011. 

Enligt författningsrådets beslut utsågs Mebazaa till interimspresident den 15 januari 2011 efter revolten i landet. Enligt den dåvarande konstitutionen kunde en interimistisk president inneha ämbetet i 60 dagar. I mars 2011 meddelades att han tänkte överskrida detta eftersom konstitutionen inte längre hade legitimitet; 
" [Konstitutionen] reflekterar inte längre folkets strävanden efter revolutionen".
När han utnämndes var han talman i parlamentet och hade tidigare varit ungdoms- och idrottsminister, hälsominister och kulturminister. Han var president fram till december 2011.